# Abutilothamnus
Abutilothamnus es un género con 3 especies de fanerógamas perteneciente a la familia  Malvaceae. Se compone de árboles nativos de Venezuela. 

## Taxonomía
El género fue descrito por Oskar Eberhard Ulbrich y publicado en Notizblatt des Königlichen botanischen Gartens und Museums zu Berlin  6: 316, en el año 1915. 
 
La especie tipo es Abutilothamnus grewiifolius

## Especies
- Abutilothamnus grewiifolius Ulbr.
- Abutilothamnus jamesonii 	(Baker f.) Fryxell
- Abutilothamnus yaracuyensis 	Fryxell